# ペリメーター理論物理学研究所
ペリメーター理論物理学研究所 (ペリメーターりろんぶつりがくけんきゅうじょ、Perimeter Institute for Theoretical Physics, PI, Perimeter, PITP) は、カナダのオンタリオ州 ウォータールーにある基礎理論物理学の独立した研究センター。1999年に設立された。カナダの起業家であり慈善家でもあるマイク・ラザリディス (Mike Lazaridis) が、研究所の創設者で主な後援者である。 
Saucier + Perrotteが設計したオリジナルの建物は、2004年にオープンし、2006年にはカナダ王立建築協会が定める建築賞 Governor General's Medal for Architecture を受賞した。Teeple Architects が設計したスティーブンホーキングセンターは、2011年にオープンし、2015年にLEEDシルバー認定を受けた。 
研究に加えて、ペリメーターは一般の人々に科学的なトレーニングと教育的なアウトリーチ活動を提供している。これは、ペリメーターの教育アウトリーチチームによって行われている。

## 歴史
2000年10月23日に発表されたラザリディスの最初の1億ドルの寄付は、それまでのカナダ史上最高額の個人寄付とされている。その後、2008年6月4日にも5000万ドルの個人寄付が行われた。 
研究活動は2001年に開始された。 ペリメーター研究所は、研究活動と並行して、国際的なアウトリーチプログラムを運営している。また、毎年夏には、高校生を対象とした物理学キャンプ「International Summer School for Young Physicists」を開催している。 
2008年5月、宇宙論研究者のニール・トゥロック博士 (Neil Turok) がハワード・バートン (Howard Burton) の後任としてペリメーター研究所の所長に就任した
2008年11月、物理学者のスティーブン・ホーキングが研究所の客員研究員であるDistinguished Visiting Research Chairに就任すると発表された。 
2019年2月28日、トゥロックの後任として、ロバート・マイヤーズ (Robert Myers (physicist)) 博士がペリメーター研究所の所長に就任した。。 

## 研究
ペリメーターの研究は、9つの分野にわたっている。 
- 物性物理学
- 宇宙論
- 数理物理学
- 素粒子物理学
- 場の量子論と弦理論[18]
- 量子基礎論[19]
- 量子重力
- 量子情報科学
- 強い重力場

ペリメーターは、通常の教員のほかに、毎年数多くの研究訪問者を受け入ている。 
- Asimina Arvanitaki（英語版）:理論物理学、2017年基礎物理学ブレイクスルー賞物理学ニューホライズンズ賞を受賞
- レイサム・ボイル:宇宙論、量子重力
- Freddy Cachazo（英語版）:場の量子論、2014年基礎物理学ブレイクスルー賞物理学ニューホライズンズ賞を受賞
- ケビン・コステロ:数学
- ニール・ダラル:宇宙論
- ビアンカ・ディトリッヒ:ループ量子重力理論
- ウィリアム・イースト:宇宙論と量子重力
- ローラン・フリーデル:ループ量子重力理論
- デービッド・ガイオット:弦理論、2012年基礎物理学ブレイクスルー賞物理学ニューホライズンズ賞を受賞
- Jaume Gomis（英語版）:弦理論
- ダニエル・ゴッテスマン:量子情報理論
- Lucien Hardy（英語版）:量子基礎論
- Yin-Chen He（英語版）:物性物理
- ティモシー・シーエ:物性物理
- ルイス・レーナー:重力
- ロバート・マイヤーズ:研究所所長、弦理論
- ケンドリック・スミス:宇宙論
- リー・スモーリン:ループ量子重力、人気の物理学の本の著者
- ロバート・スペッケンス:量子基礎論
- ニール・トゥロック:ペリメーター研究所元所長、宇宙論
- Pedro Vieira（英語版）:量子場理論と量子重力、2020年基礎物理学ブレイクスルー賞物理学ニューホライズンズ賞を受賞
- チョン・ワン:物性物理
- 吉田紅:量子情報理論
- 山下真由子:数理物理学

## Perimeter Institute Recorded Seminar Archive (PIRSA)
ペリメーター研究所の多様な研究活動の広範で最新のアーカイブは、インターネットを介して一般に公開されている。Perimeter Institute Recorded Seminar Archive (PIRSA)は、セミナー、会議、ワークショップ、アウトリーチイベントなどの記録されたアーカイブを、永久的に無料で、検索可能な形で公開している。セミナーのビデオやプレゼンテーション資料は、MP3オーディオファイルや資料のPDFとともに、および時間指定プレゼンテーション資料を含むセミナーには、MP3オーディオファイルおよびサポート資料のPDFとともに、WindowsやFlash形式でオンデマンドでアクセスすることができる。 

## 教育的支援
ペリメーターの教育アウトリーチチームの活動には、月1回の公開講座シリーズ、世界トップレベルの科学生学生を対象とした2週間のサマーキャンプ、クラス内のリソースシリーズ、科学教師のための1週間の専門能力開発ワークショップ、国内外のアーティストとの文化活動、教育リソースのオンラインアーカイブ、カナダ全土でコンテンツを共有する科学教師の広範なネットワーク、物理学のアウトリーチに貢献するその他の多くの特別イベントや科学フェスティバルなどがある 。 

### 公開講座シリーズ
ペリメーター研究所は、著名な科学者の方々を迎えて、様々なテーマの講演会を開催している。講師には以下の科学者が含まれる。 
フリーマン・ダイソン 、 ヘーラルト・トホーフト 、 ジェイ・イングラム 、 セス・ロイド 、 Jay Melosh 、 ロジャー・ペンローズ 、 Michael Peskin、 レオナルド・サスキンド 、 フランク・ウィルチェック、アントン・ツァイリンガー

### ISSYP
ISSYP (The International Summer School for Young Physicists)では、毎年2週間、16歳から18歳までの約40名の学生（カナダ人学生20名、留学生20名）がペリメーターに集う。 

### EinsteinPlus
高校の物理教師を対象とした恒例の「EinsteinPlus summer school」が毎年夏に1週間開催されている。 

### BrainSTEM: Your Future is Now
2013年9月30日から10月6日まで開催されたフェスティバル「BrainSTEM: Your Future is Now」は、技術革新とそれを可能にする科学的ブレイクスルーを結び付けるためのイベントであった。このフェスティバルでは、科学センターをイメージした展示、特別講演、公開講義、クラブイベント「Science in the Club」、ペリメーター研究所のインサイダーツアーなどが行われた。 ウェブキャスト公開講義では、James Grime、Ray Laflamme、 Lucy Hawkingが登壇した。 

### Quantum to Cosmos: Ideas for the Future festival
2009年10月に開催されたQuantum to Cosmos：Ideas for the Future festival (Q2C Festival）は、 カナダで開催された科学アウトリーチイベントである。このフェスティバルでは、講演会、パネルディスカッション、パブトーク、文化活動、PIドキュメンタリーのプレミア上映 (The Quantum Tamers: Revealing Our Weird and Wired Future)、SF映画祭、アート展示、大人気のPhysica Phantastica展示センター、460平方メートルの空間を埋め尽くすデモンストレーション、体験活動、実験、 スティーヴン・ホーキングのナレーションによる宇宙の没入型3Dツアーなどが行われた 。 
Q2Cフェスティバルには約4万人の参加者（オンタリオ州とニューヨーク州から生徒を集めた含む中等学校プログラムの6,000人以上を含む）が集まり、オンラインストリーミング、ビデオオンデマンドサービス、特別なテレビ放送を通じて100万人近くの視聴者がを集めた。 研究所のアトリウムで撮影されたTVOの「 The Agenda with Steve Paikin」の特別版は、わずか5回の放送でカナダ全土から数十万人の視聴者を魅了した。 

## 修士・博士課程

### 共同修士レベルのプログラム
ウォータールー大学との提携により、理論物理学の修士課程である Perimeter Scholars International (PSI)を実施している。この10ヶ月間のコースは2009年8月に開設され、年間約30名の奨学生を受け入れている。入学者の平均5％には、奨学金と生活費が全額支給される。修士号自体は、ウォータールー大学から発行される。 

### 博士課程
主任教員の監督下でフルタイムの大学院研究を希望する博士課程の学生も受け入れている。 博士課程の学生は、ウォータールー大学などの提携大学から博士号を取得する。 

### コース
大学とのクロスリストプログラムや、PIの教員、准教員、客員研究員によるミニコースなど、毎年多くの計画的なコースが提供されている。これらのコースは、周辺の大学に在籍するすべての学生が利用できるようになっている。人気のあるコースには、ウォータールー大学、ウエスタンオンタリオ大学、マクマスター大学 、 ゲルフ大学、トロント大学、ヨーク大学などの学生が参加している。 

## 拡張

### ペリメーター研究所スティーブン・ホーキングセンター
Teeple Architectsによって設計された、新しい5,000 平方メートルのスティーブン・ホーキングセンターは、2011年9月に完成した。これは、オンタリオ州では初のゴールドシール管理プロジェクトで、2015年にLEEDシルバー認定を取得した。2011年9月のグランドオープンにはスティーヴン・ホーキング本人は出席しなかった。 